# جون فالاداريس
جون فالاداريس (بالإسبانية: John Valladares)‏ هو مدرب كرة قدم ولاعب كرة قدم تشيلي في مركز الدفاع، ولد في 24 مارس 1980 في San Javier, Chile ‏ في تشيلي. لعب مع نادي أونيفرسيداد دي تشيلي.